# 요코스카선
요코스카선(일본어: 横須賀線, よこすかせん 요코스카센[*])은 일본 가나가와현 가마쿠라시의 오후나역과 가나가와현 요코스카시의 구리하마역 간을 잇는 동일본 여객철도의 철도 노선이자, 도쿄도 지요다구의 도쿄역과 가나가와 현 요코스카 시의 구리하마 역을 잇는 운행 계통을 모두 가리킨다. 요코스카 선의 운행 계통에 노선 상의 요코스카 선 구간이 포함되며, 쇼난 신주쿠 라인도 요코스카 선 구간을 이용한다.

## 개요
도쿄 근교 노선 중 하나로, 도쿄 도심에서부터 요코하마시 등을 거쳐 가마쿠라시, 즈시시, 요코스카시등 미우라반도의 도시들을 잇는다. 전 구간이 전차 특정 구간으로 지정되어 있으며, 크로스 시트가 설치되고, 화장실이 있는 근교형 사양의 차량이 주로 사용된다. 차체의 색은 일반적으로 스카 색이라 불리는 청색과 크림색의 조합을 사용하며, 때문에 노선 안내에 사용되는 색상은 대개 남색(■)이다.
1976년 도쿄 도심 지하선 완공이 이루어지고, 1980년대 이후 도쿄역에서 지바 방면으로의 소부 쾌속선 직결 운행이 많아지면서 대개는 요코스카 · 소부 쾌속선 등으로 쓰이기도 한다. 1980년대 이후 힌카쿠 선을 경유하게 되면서 힌카쿠 선 구간이 요코스카 선으로 쓰이는 일이 많아졌다. 다만 실제로는 2001년부터 운행되고 있는 쇼난 신주쿠 라인 역시 이 경로를 경유하고 있으므로 정확한 용어는 아니다.
니시오이역 ~ 오후나역 간은 쇼난 신주쿠 라인과 함께 시속 120km 운전에 대응하지만, 오후나 이남 구간은 선형과 선로 상태가 좋지 않다.

## 노선 정보
- 철도 노선으로서의 요코스카 선
  - 관할 사업자 및 영업 거리
    - 동일본 여객철도 (제1종 철도사업자): 오후나역 - 구리하마역간 23.9 km
    - 일본화물철도 (제2종 철도사업자): 오후나 역 - 즈시역간 8.4 km

  - 궤간: 1,067 mm (협궤)
  - 역 수: 9
  - 복선 구간: 오후나 역 - 요코스카역
  - 전철화 구간: 전 구간 직류 1,500 V
  - 폐색 방식: 복선/단선 자동 폐색식
  - 보안 장치: ATS-P
  - 운행 최고 속도
    - 오후나 역 - 요코스카 역: 95 km/h
    - 이외 구간: 65 km/h

  - 운전 지령소: 도쿄 종합 지령실

- 운행 계통으로서의 요코스카 선
  - 관할 사업자: 동일본 여객철도 (제1종 철도사업자)
  - 구간 및 영업 거리
    - 도카이도 본선: 도쿄역 - 오후나 역간 49.4 km
    - 요코스카 선: 오후나 역 - 구리하마 역간 23.9 km

  - 궤간: 1,067 mm (협궤)
  - 역 수: 19
  - 복선 구간: 도쿄역 - 요코스카 역
  - 전철화 구간: 전 구간 직류 1,500 V
  - 보안 장치: 자동 열차 정지 장치|ATS-P
  - 운행 최고 속도
    - 도쿄역 - 오후나 역: 120 km/h
    - 이외 구간은 철도 노선 부분 참조

  - 운전 지령소: 도쿄 종합 지령실

도쿄 - 니시오이 구간은 도쿄 지사가, 무사시코스기 - 구리하마 구간은 요코하마 지사가 관할하고 있다. 도쿄 - 즈시 간에는 도쿄 권 수송 관리 시스템 (ATOS)이 도입되었다.

## 운행 형태

### 보통
보통(일본어: 普通 후쓰[*]) 종별 열차들은 모든 역에 정차하는 열차로, 주로 E217계가 투입된다. 다만 도쿄역 - 시나가와역, 쓰루미역 - 요코하마역에서는 게이힌 도호쿠 선도 같이 운행되고 있어 요코스카 선 열차들은 승강장이 설치된 역에만 선다. 게이힌토호쿠 선이 운행되지 않는 요코하마 - 도쓰카 구간에서는 승강장이 설치된 요코하마와 도쓰카에만 서는 도카이도 선에 대응하여 중간의 호도가야역, 히가시토쓰카역에 정차한다. 도쿄역은 소부 쾌속선 구간 ~ 즈시역·구리하마역의 운행이 중심이지만, 한낮에는 즈시 ~ 구리하마 간의 구간 왕복 열차도 많다. 또 일부의 열차는 시나가와 역·오후나역·요코스카역에서 회차한다.
차량은 기본 편성 11량과 부속 편성 4량으로 구성되어 있는데 기본 편성의 4,5호차에 그린차가 있다. 즈시 역 이남 구간의 역들은 승강장의 길이가 이북 구간의 역들보다 짧기 때문에, 15량 편성으로 요코스카 역·구리하마 역까지 운행하는 열차는 즈시 역에서 부속 편성(일부는 기본 편성)과 병결·분리한다. 병결 및 분리 과정 때문에 즈시 역에서는 4분에서 길면 15분 동안 서지만, 병결 및 분리를 실시하지 않는 열차도 시각표 운행에 맞추기 위해 1분에서 길게는 15분간 정차한다. 즈시 역 이남에는 부속 편성만으로 운행하는 열차도 설정되어 있다. 오후나 - 즈시 간 구간 왕복 열차의 경우 오야마 차량 센터 소속 E231계 전동차도 운행하는데 이는 쇼난 신주쿠 라인의 즈시 차량 센터 출입고를 위한 구간 운전을 위한 것이다.
2001년 쇼난 신주쿠 라인 운행 개시 이후 선로 용량 및 여객 유동의 변화로 인해 쇼난 신주쿠 라인의 편수가 시간표 개정을 거듭하면서 줄어듦에 따라 오후나 이남 구간에서 도쿄 방면으로 운행하는 원래의 열차 편수가 삭감되고 있다. 때문에 여유가 생긴 E217계 전동차가 도카이도 선으로 이동한 바 있다.
대부분의 열차가 도쿄역 이북 구간의 소부 쾌속선으로 직통 운전하며, 소부 본선 나루토역, 나리타선 나리타 공항역, 가시마선 가시마진구역, 우치보선 기미쓰역, 소토보선 가즈사이치노미야역까지 직통하는 열차도 있다.

### 쇼난 신주쿠 라인
쇼난 신주쿠 라인(일본어: 湘南新宿ライン)은 요코스카 선 구간에서 신주쿠를 경유해 우쓰노미야 선에 직통하는 계통이다. 전 열차가 E231계와 E233계로 운행되며 기본 편성(10량)의 4·5호차에 1등차를 연결하고 있다.
우쓰노미야 선 직통의 열차는 요코스카 선내가 종점이 되어, 오미야 - 오야마간에 쾌속 운전을 실시하는 열차도 포함해 요코스카 선내에서는 각 역에 정차한다. 2004년 10월 개정까지는 요코스카역·구리하마역까지의 직통 열차도 있었지만(다만 이 열차는 신주쿠 발착이며, 우쓰노미야 선에는 직통하지 않았다), 현재는 전열차가 오후나역이나 즈시역에서 회차하고 있다. 또, 다카사키 선과 도카이도 선을 직통하는 열차도 도쓰카역 이북에서 요코스카 선의 선로를 주행해, 선내에서는 요코하마역과 토쓰카 역만 정차한다.

### 통근 라이너
요코스카 선 구간을 운행하는 통근 라이너(일본어: 通勤ライナー 쓰킨라이나[*])로는 상행 오하요 라이너 즈시 호(일본어: おはようライナー逗子 오하요라이나 즈시[*]), 하행 홈 라이너 즈시 호(일본어: ホームライナー逗子 호무라이나 즈시[*])가 1편씩 설정되어 있으며 모두 E257계 500번대 전동차가 운행된다. 또한 도카이도 화물선을 경유한 쇼난 라이너(일본어: 湘南ライナー 쇼난라이나[*])가 신츠루미 신호장 ~ 시나가와역·도쿄역 구간을, 오하요라이너 신주쿠 호(일본어: おはようライナー新宿 오하요라이나 신주쿠[*])와 홈 라이너 오다와라 호(일본어: ホームライナー小田原 호무라이나 오다와라[*])가 신츠루미 신호장 ~ 구 헤비쿠보 신호장 구간을 주행한다.
- 상행 열차를 승차할 수 있는 역
  - 즈시역 - 가마쿠라역 - 오후나역
- 하행 열차를 승차할 수 있는 역
  - 도쿄역 - 신바시역 - 시나가와역

### 나리타 익스프레스
도쿄 및 주변 지역의 동일본 여객철도 노선들과 나리타 공항역을 잇는 나리타 익스프레스(일본어: 成田エクスプレス 나리타 에쿠스푸레스[*], Narita Express)의 일부가 요코스카 선 선로(도쿄역 - 오후나역 구간)를 이용한다.

### 그 외
연선에 관광지 가마쿠라가 있어 급행 부라리카마쿠라 호(일본어: ぶらり鎌倉号 부라리카마쿠라고[*]) 등 휴일이나 연시에는 단체 열차나 임시 열차가 다수 설정되어 있다. 또 많은 화물선과 접속하기 때문에 정기 열차가 설정되어 있지 않은 경로를 이용하는 임시 열차가 운행되는 일이 있다. 이 밖에 즈시 역에서 전용선 및 게이큐 즈시 선을 연결한 선로가 도큐 차량 요코하마 제작소까지 연결되어 있어 새로 만든 차량을 일본화물철도를 통해 갑종 수송한다. 다우라역 부근의 주일 미군 기지 연료 수송도 이루어져왔으나 2006년 폐지되었다.

## 사용 차량

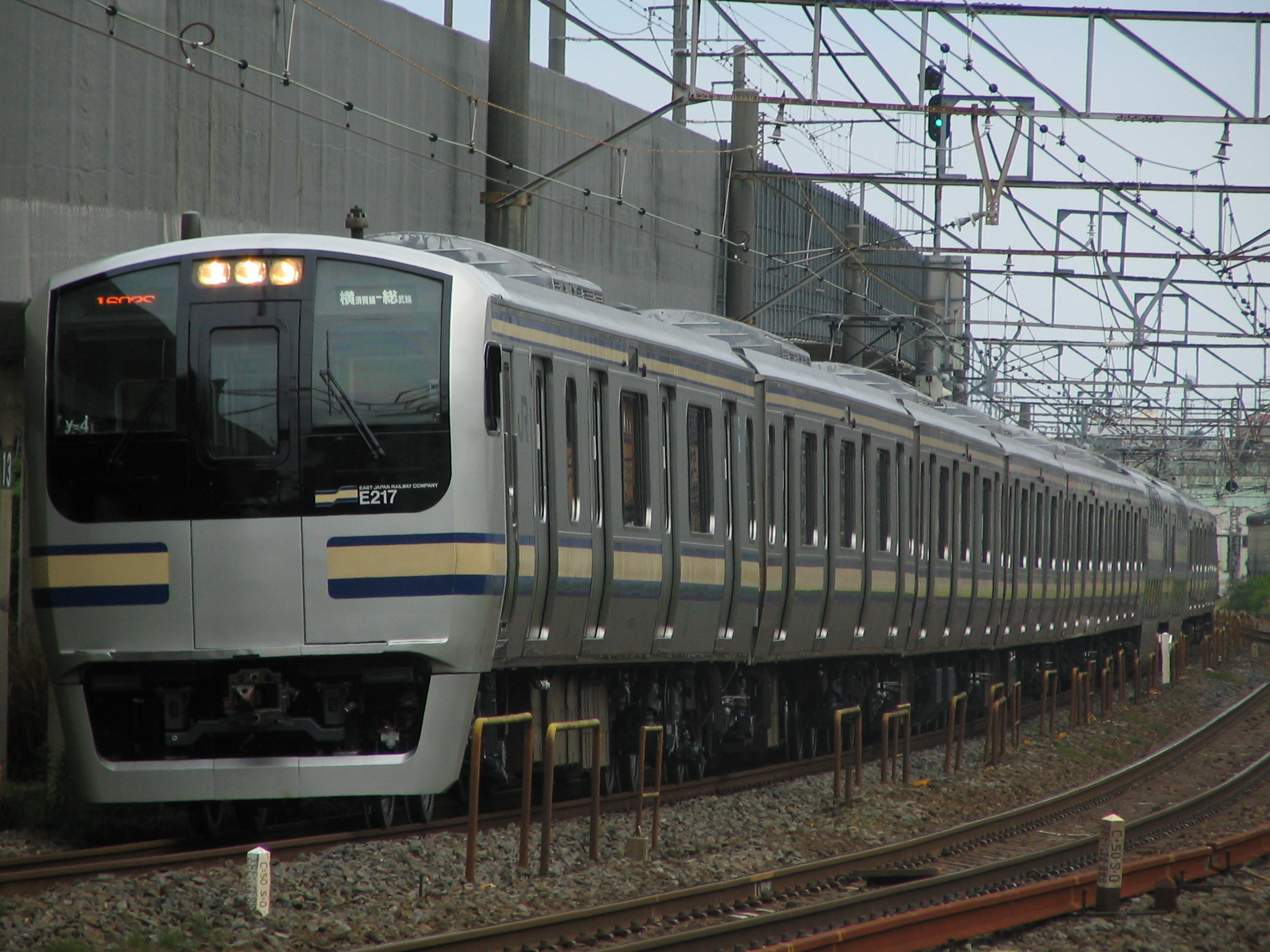
현재의 주력 차량 E217계 전동차(도쓰카 ~ 히가시토쓰카 간)

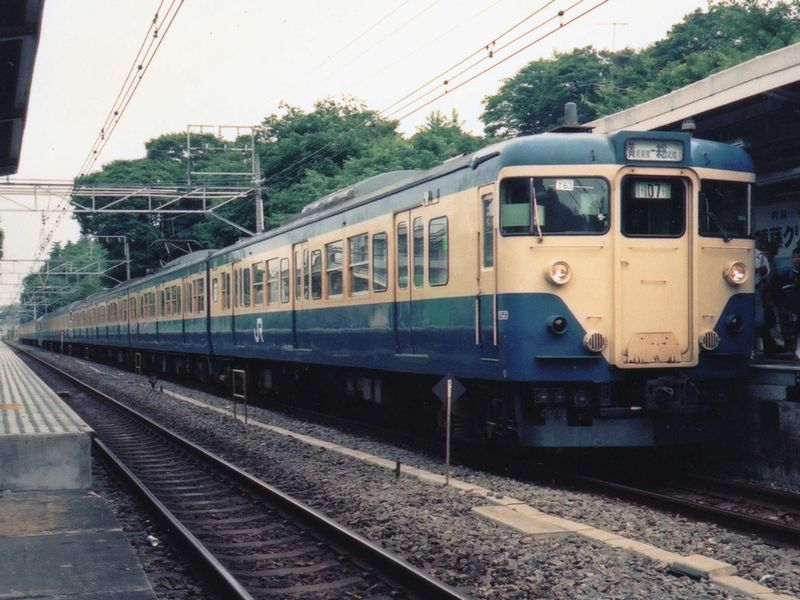
과거의 주력 차량이었던 113계 1000번대. 일명 '스카 도색'으로 불린다. (기타카마쿠라역에서)

### 현행 사용 차량
- 보통 열차(구리하마역 - 도쿄역 - 소부 쾌속선 직통)
  - E217계(가마쿠라 차량 센터)
  - E235계(가마쿠라 차량 센터)
- 쇼난 신주쿠 라인(즈시역 - 신주쿠역 - 우쓰노미야역, 우쓰노미야 선 직통)
  - E231계#1000번대(오야마 차량 센터)
  - E233계#3000번대(오야마 차량 센터)
- 나리타 익스프레스
  - E259계(가마쿠라 차량 센터)
- 라이너
  - E257계 500번대(홈 라이너 즈시·안녕 라이너 즈시. 마쿠하리 차량 센터)
  - 215계(쇼난 라이너. 평일아침, 시나가와역→도쿄역. 다마치 차량 센터)

### 과거의 사용 차량
- 32계
- 111계·113계(오후나 전철구, 마쿠하리 전철구<당시>)
- 115계(쇼난 신주쿠 라인)(오야마 전철구[당시])
- 211계(쇼난 신주쿠 라인)(신마에바시 전철구<당시>)
- 205계(토/휴일의 네기시 선·요코하마 선 직통. 가마쿠라 차량 센터)
- 183계(홈 라이너 즈시·안녕 라이너 즈시, 마쿠하리 차량 센터)

## 역사
- 1889년 6월 16일 - 오후나 - 요코스카간(10M3C≒16.15km)개통. 가마쿠라역, 즈시역, 요코스카역 개업.
- 1895년 4월 1일 - 선로 명칭 제정에 의해 도카이도 선의 일부가 된다.
- 1902년 11월 21일 - MC표시로부터 마일 표시로 간략화(10M3C→10.0M).
- 1904년 5월 1일 - 다우라역 개업.
- 1909년 10월 12일 - 선로 명칭 설정에 의해 요코스카선이 된다.
- 1914년 8월 12일 - 즈시 - 노마 신호소간 복선화. 즈시 - 다우라간에 노마 신호소를 개설.
- 1916년 9월 13일 - 오후나 - 가마쿠라간 복선화.
- 1917년 3월 - 가마쿠라 - 즈시간 복선화.
- 1920년 10월 19일 - 노마 신호소 - 다우라간 복선화.
- 1922년 4월 1일 - 노마 신호소를 노마 신호장으로 변경.
- 1923년 1월 31일 - 오후나 - 가마쿠라간에 오기가야쓰가 신호장을 개설(폐지일 미상).
  - 5월 9일 - 다우라 - 요코스카간에 요시구라 가신호장을 개설(폐지일 미상).
  - 7월 19일 - 가마쿠라 - 즈시간에 나고에 가신호장을 개설(폐지일 미상).
- 1924년 12월 25일 - 다우라 - 요코스카간 복선화.
- 1925년 12월 13일 - (요코하마 - ) 오후나 - 요코스카간 전철화. 도쿄 - 요코스카간에서 전기 기관차 운행 개시.
- 1926년 3월 31일 - 노마 신호장 폐지.
- 1927년 5월 20일 - 기타가마쿠라 가정거장 개업.
- 1930년 3월 15일 - 전철 운전 개시.
  - 4월 1일 - 마일 표시로부터 미터 표시로 변경(10.0M→15.9km).
  - 10월1일 - 기타카마쿠라 가정거장을 역으로 격상.
- 1931년 3월 15일 - 32계 전철을 투입해 전철 운행 개시.
- 1944년 4월 1일 - 요코스카 - 구리하마간 (8.0km) 연장 개통. 기누가사역, 구리하마역 개업.
- 1945년 4월 - 요코스카 - 기메가사간에 군사 정거장의 사가미가나야가 승강장을 개설.
  - 8월 - 종전에 수반해 사가미가나야가 승강장 폐지.
- 1952년 4월 1일 - 히가시즈시역 개업.
- 1968년 6월 16일 - 요코스카 선 전철 폭파 사건이 발생. 승객중 즉사자 1명, 중경상자 14명의 참사가 되었다.
- 1974년 10월 1일 - 요코스카 - 구리하마간의 화물 영업 폐지.
- 1976년 10월 1일 - 도쿄 - 시나가와간의 별선(지하선) 개통. 소부 쾌속선이 시나가와까지 노선 연장.
- 1980년 10월 1일 - 도쿄 - 오후나간에 도카이도 선과의 분리 운행 개시. 신카와사키역, 히가시토쓰카역 개업. 호도가야역이 요코스카 선만의 역이 된다.
- 1984년 2월 1일 - 즈시 - 요코스카간 화물 영업 폐지.
- 1986년 4월 2일 - 니시오이역 개업.
- 1987년 4월 1일 - 민영화에 의해 동일본 여객철도의 소속이 되었다. 일본화물철도가 오후나 - 다우라간의 제2종 철도 사업자 면허를 취득했다.
- 1998년 5월 2일 - 토요일·휴일에 요코하마 선·네기시 선으로부터 즈시까지의 직통 열차 운행 개시.
- 2000년 9월 30일 - 도쿄 - 오후나간에 ATOS 사용 개시.
- 2001년 12월 1일 - 쇼난 신주쿠 라인 운행 개시.
- 2004년 10월 16일 - 쇼난 신주쿠 라인의 편수가 크게 증가하였다.
- 2006년 5월 1일 - 일본화물철도의 즈시 ~ 다우라 간 제2종 철도 사업자 면허를 폐지하였다.
- 2008년 3월 15일 - 쇼난 신주쿠 라인의 편수 추가로 요코하마 선·네기시 선 직통 열차를 폐지하였다.
- 2010년 3월 13일 - 무사시코스기역이 개업하였다.

## 역 목록
| 노 선             | 역 번호      | 역명         | 일어 역명                                                                       | 나 익                          | 접속 노선 | 역간 거리 | 누적 거리 | 소재지         | 소재지                |
| ----------------- | ------------ | ------------ | ------------------------------------------------------------------------------- | ------------------------------ | --- | --------- | --------- | -------------- | --------------------- |
| 도 카 이 도 본 선 | JO 19        | 도쿄         | 東京                                                                            | ●                              | 도카이도 신칸센 도호쿠 신칸센 조에쓰 신칸센 호쿠리쿠 신칸센 야마가타 신칸센 아키타 신칸센 소부 쾌속선 (JO 19, 직결 운행) 도카이도 선 (JT 01) 우에노 도쿄 라인 (JU 01) 야마노테 선 (JY 01) 게이힌 도호쿠 선 (JK 26) 주오 쾌속선 (JC 01) 게이요 선 (JE 01) 도쿄 지하철 마루노우치 선 (M-17) 도쿄 지하철 도자이 선 (오테마치역, T-09) 도쿄 지하철 지요다 선 (니주바시마에 역, C-10) 도쿄 도 교통국 지하철 미타 선 (오테마치역, I-09) |           | 0.0       | 도 쿄 도       | 지요다구              |
| 도 카 이 도 본 선 | JO 18        | 신바시       | 新橋                                                                            | │                              | 도카이도 선 (JT 02) 야마노테 선 (JY 29) 게이힌 도호쿠 선 (JK 24) 도쿄 지하철 긴자 선 (G-08) 도쿄 도 교통국 지하철 아사쿠사 선 (A-10) 유리카모메 도쿄 임해 신교통 임해선 (U-01) | 1.9       | 1.9       | 도 쿄 도       | 미나토구              |
| 도 카 이 도 본 선 | JO 17        | 시나가와     | 品川                                                                            | ●                              | 도카이도 신칸센 도카이도 선 (JT 03) 야마노테 선 (JY 25) 게이힌 도호쿠 선 (JK 20) 게이힌 급행 전철 본선 (KK 01) | 4.9       | 6.8       | 도 쿄 도       | 미나토구              |
| 도 카 이 도 본 선 | JO 16        | 니시오이     | 西大井                                                                          | │                              | 쇼난 신주쿠 라인 (JS 16, 공용) | 3.6       | 10.4      | 도 쿄 도       | 시나가와구            |
| 도 카 이 도 본 선 | JO 15        | 무사시코스기 | 武蔵小杉                                                                        | ●                              | 난부 선 (JN 07) 쇼난 신주쿠 라인 (JS 15, 공용) 도쿄 급행 전철 도요코 선 (TY 11) 도쿄 급행 전철 메구로 선 (MG 11) | 6.4       | 16.8      | 가 나 가 와 현 | 가와사키시 나카하라구 |
| 도 카 이 도 본 선 | JO 14        | 신카와사키   | 新川崎                                                                          | │                              | 쇼난 신주쿠 라인 (JS 14, 공용) | 2.7       | 19.5      | 가 나 가 와 현 | 가와사키시 사이와이구 |
| 도 카 이 도 본 선 | JO 13        | 요코하마     | 横浜                                                                            | ●                              | 도카이도 선 (JT 05) 게이힌 도호쿠 선 · 네기시 선 (JK 12) 쇼난 신주쿠 라인 (JS 13, 공용) 도쿄 급행 전철 도요코 선 (TY 21) 게이힌 급행 전철 본선 (KK 37) 요코하마 고속철도 미나토미라이 선 (MM 01) 사가미 철도 본선 (SO 01) 요코하마 시 교통국 지하철 블루 라인 (B 20) | 12.2      | 31.7      | 가 나 가 와 현 | 요코하마시 니시구     |
| 도 카 이 도 본 선 | JO 12        | 호도가야     | 保土ヶ谷                                                                        | │                              | 쇼난 신주쿠 라인 (JS 12, 공용) | 3.0       | 34.7      | 가 나 가 와 현 | 요코하마시 호도가야구 |
| 도 카 이 도 본 선 | JO 11        | 히가시토쓰카 | 東戸塚                                                                          | │                              | 쇼난 신주쿠 라인 (JS 11, 공용) | 4.9       | 39.6      | 가 나 가 와 현 | 요코하마시 도쓰카구   |
| 도 카 이 도 본 선 | JO 10        | 도쓰카       | 戸塚                                                                            | │                              | 도카이도 선 (JT 06) 쇼난 신주쿠 라인 (JS 10, 공용) 요코하마 시 교통국 지하철 블루 라인 (B 06) | 4.2       | 43.8      | 가 나 가 와 현 | 요코하마시 도쓰카구   |
| 도 카 이 도 본 선 | JO 09        | 오후나       | 大船                                                                            | ●                              | 도카이도 선 (JT 07) 네기시 선 (JK 01) 쇼난 신주쿠 라인 (JS 09, 공용) ■ 쇼난 모노레일 에노시마 선 (SMR1) | 5.6       | 49.4      | 가 나 가 와 현 | 가마쿠라시            |
| 요 코 스 카 선    |              |              |                                                                                 |                                | |           |           | 가 나 가 와 현 | 가마쿠라시            |
| JO 08             | 기타카마쿠라 | 北鎌倉       |                                                                                 | 쇼난 신주쿠 라인 (JS 08, 공용) | 2.3 | 51.7      |           | 가 나 가 와 현 | 가마쿠라시            |
| JO 07             | 가마쿠라     | 鎌倉         | 쇼난 신주쿠 라인 (JS 07, 공용) 에노시마 전철 에노시마 전철선 (EN 15)            | 2.2                            | 53.9 |           |           | 가 나 가 와 현 | 가마쿠라시            |
| JO 06             | 즈시         | 逗子         | 쇼난 신주쿠 라인 (JS 06, 공용) 게이힌 급행 전철 즈시 선 (즈시·하야마 역, KK 53) | 3.9                            | 57.8 | 즈시시    |           | 가 나 가 와 현 |                       |
| JO 05             | 히가시즈시   | 東逗子       |                                                                                 | 2.0                            | 59.8 | 즈시시    |           | 가 나 가 와 현 |                       |
| JO 04             | 다우라       | 田浦         | 3.4                                                                             | 63.2                           | 요코스카시 |           |           | 가 나 가 와 현 |                       |
| JO 03             | 요코스카     | 横須賀       | 게이힌 급행 전철 본선 (헤미역, KK 57 / 시오이리 역, KK 58)                      | 2.1                            | 요코스카시 | 65.3      |           | 가 나 가 와 현 |                       |
| JO 02             | 기누가사     | 衣笠         |                                                                                 | 3.4                            | 요코스카시 | 68.7      |           | 가 나 가 와 현 |                       |
| JO 01             | 구리하마     | 久里浜       | 게이힌 급행 전철 구리하마 선 (게이큐 구리하마 역, KK 67)                        | 4.6                            | 요코스카시 | 73.3      |           | 가 나 가 와 현 |                       |

- 나익 : 특급 나리타 익스프레스 정차역

## 같이 보기
- 소부 쾌속선